# McLean (Nebraska)
McLean est un village du comté de Pierce, dans l'État du Nebraska, aux États-Unis. En 2020, il comptait une population de 33 habitants.